# Sonzogno (editore musicale)
La Casa Musicale Sonzogno è una casa editrice musicale milanese fondata nel 1874 da Edoardo Sonzogno (1836-1920).

## Storia

### Edoardo Sonzogno
Casa Sonzogno nacque come settore musicale della casa editrice omonima fondata nel 1804 da Giovanni Battista Sonzogno.
Suo nipote Edoardo Sonzogno fu un protagonista della vita musicale italiana negli ultimi due decenni dell'Ottocento, sia come editore di alcuni dei più famosi operisti dell'epoca, sia come impresario in Italia e all'Estero, sia attraverso le riviste musicali "Il Teatro illustrato" e "La Musica popolare".
In un primo tempo, Edoardo Sonzogno stampò spartiti a prezzi popolari di opere famose ed acquistò i diritti in lingua italiana di numerosi titoli francesi, ottenendo il primo successo internazionale con la Carmen di Georges Bizet, che si affermò nel mondo nell'edizione da lui pubblicata, e solo in seguito nella versione originale francese. Così scrisse Friedrich Nietzsche ad un amico, dopo una rappresentazione di Carmen a Nizza nel dicembre 1887: “Carmen al Gran Teatro Italiano: per me un vero avvenimento. Durante queste quattro ore ho compreso più cose che non abitualmente in quattro settimane. Onore al Signor Sonzogno!”
Nel 1882 Edoardo Sonzogno fu tra i fondatori della S.I.A.E.-Società Italiana degli Autori ed Editori, e la Casa Musicale Sonzogno è l'unica casa editrice ancora in attività a farne parte fino dalla nascita.
Per costituire un repertorio italiano e scoprire nuovi talenti, dal 1883 bandì una serie di concorsi operistici. Al primo partecipò Giacomo Puccini con Le Villi, ma la Commissione giudicatrice non ebbe la possibilità di esaminare la partitura a causa della grafia pressoché illeggibile del compositore lucchese o forse, secondo un'altra versione più accreditata, parte della Giuria finse di ignorare il valore dell’opera, influenzata dal potente rivale Ricordi, affinché Puccini non entrasse nella "scuderia" Sonzogno.
Dal secondo concorso (1888) uscì vincitore Pietro Mascagni con Cavalleria rusticana. L'esplosivo successo mondiale di quest'opera aprì la stagione del Verismo e della "Giovane Scuola Italiana", di cui Sonzogno fu il più attivo promotore, commissionando, pubblicando e allestendo anche all'estero numerose opere di altri compositori destinati a notevoli successi, come Ruggero Leoncavallo (Pagliacci, Zazà, ecc.), Umberto Giordano (Andrea Chénier, Fedora, ecc.) e Francesco Cilea (Adriana Lecouvreur, L'Arlesiana, ecc.). Proseguì anche la collaborazione con Pietro Mascagni, con la pubblicazione di L'amico Fritz, Lodoletta, Il piccolo Marat, e molti altri titoli.
Nel 1894 Edoardo Sonzogno ricostruì a Milano il vecchio teatro piermariniano della Cannobiana, mutandogli il nome in Teatro Lirico Internazionale, così che le sue produzioni potessero costituire un'alternativa a quelle del Teatro alla Scala, feudo di Ricordi. Al Lirico allestì memorabili stagioni lanciando cantanti in seguito divenuti leggendari, come Enrico Caruso.

### Riccardo e Lorenzo Sonzogno
Nel 1909 Edoardo, scapolo e senza figli, lasciò la direzione ai nipoti Riccardo (1871-1915) e Lorenzo Sonzogno (1877-1920), che ampliarono il catalogo con nuovi titoli, tra i quali Fedra di Ildebrando Pizzetti, su libretto di Gabriele D'Annunzio, La rondine e l'Inno a Roma di Giacomo Puccini.
Lorenzo Sonzogno fondò inoltre la Musical Film, una casa di produzione cinematografica pioniera nel campo del film-opera. Tra i titoli realizzati, il kolossal Excelsior diretto nel 1913 da Luca Comerio, con tutte le scene più suggestive dell'omonimo ballo di Luigi Manzotti e Romualdo Marenco, spettacolo simbolo del nuovo secolo. Oltre a un grande numero di mimi, ballerini e figuranti venne scritturato un intero circo, con ventisei leoni.

### Piero Ostali Sr.
Dopo la prematura scomparsa degli ultimi Sonzogno, la Casa musicale attraversò un periodo di crisi, finché l’industriale Piero Ostali Sr. (1877-1961), anche musicista e compositore, la rilevò nel 1923 e la riportò agli antichi successi, rilanciando autori ingiustamente dimenticati, come Francesco Cilea, e pubblicando nuove opere di Umberto Giordano (La cena delle beffe e Il re, entrambe dirette da Arturo Toscanini al Teatro alla Scala), Ermanno Wolf-Ferrari (Sly, protagonista Aureliano Pertile al Teatro alla Scala, La vedova scaltra, il Concerto per violino e orchestra e la Symphonia brevis), Ennio Porrino (I Shardana) e Felice Lattuada (Le preziose ridicole, rappresentate al Teatro alla Scala con Ebe Stignani e Mafalda Favero).
Grande appassionato di voci, Piero Ostali Sr. accettò l'invito dell'amico Giovanni Treccani di unirsi a lui tra i fondatori del concorso internazionale di canto dell'Associazione Lirico Concertistica Italiana (As.Li.Co.), tutt'oggi in fiorente attività. Fra i giovani talenti da lui sostenuti ad inizio carriera si ricordano i tenori Giuseppe Di Stefano e Giacinto Prandelli mentre, con Francesco Cilea, fu tra i fautori del ritorno alle scene del soprano Magda Olivero dopo dieci anni di inattività.

### Piero Ostali Sr. ed Enzo Ostali
Nell'agosto 1943 la storica sede di Via Pasquirolo fu completamente distrutta da un bombardamento, ma da questa calamità Piero seppe riprendersi con l'aiuto del figlio Enzo Ostali (1913-1984) che, messa da parte la laurea in Ingegneria, nel 1945 affiancò il padre alla guida della Casa, scegliendo di dedicare la sua lucida razionalità di uomo scientifico e la sua passione per la musica al servizio dell'Azienda, nei nuovi uffici di Palazzo Ponti in Via Bigli.
Nella seconda metà degli anni '50, dopo qualche anno di calo in seguito alla scomparsa degli autori della "Giovane Scuola Italiana", una nuova generazione di formidabili cantanti (Maria Callas, Renata Tebaldi, Giuseppe Di Stefano, Mario Del Monaco, Franco Corelli, Leonard Warren) riportò in auge in tutto il mondo le opere del Verismo.

### Enzo Ostali
A partire dal 1961, divenuto amministratore unico, Enzo Ostali guardò al futuro e creò un nuovo settore dedicato ai compositori contemporanei, fra i quali Giulio Viozzi, Bruno Bettinelli, Roberto Hazon, Luciano Chailly, Jan Meyerowitz, Franco Mannino, Azio Corghi, Gino Negri, Armando Gentilucci, Ugalberto De Angelis, Giorgio Ferrari. Fra i librettisti si ricordano Dino Buzzati, Langston Hughes, Emanuele Luzzati, Luigi Malerba ed Eriprando Visconti.
Inaugurò inoltre il settore librario della Casa, pubblicando fondamentali volumi monografici su Pietro Mascagni e Umberto Giordano, e molti metodi di didattica musicale, diversi dei quali ancora in uso nei conservatori.
Nel 1961 Enzo fu tra i fondatori del festival Le Settimane Musicali di Stresa.
Lo spettacolo più significativo di quegli anni fu la Cavalleria rusticana diretta da Herbert Von Karajan al Teatro alla Scala, con la regia di Giorgio Strehler: una produzione che per la sua eleganza ed essenziale raffinatezza segnò una svolta epocale nella storia dell'interpretazione dell'opera verista.

### Nandi Ostali
Nel 1984 la moglie Nandi Ostali gli successe al vertice della società, dopo averlo affiancato a partire dal 1971.
Dopo un paio di decenni di ostracismo da parte di certa musicologia e di molti dirigenti teatrali nei confronti delle opere del Verismo, Nandi Ostali negli anni '90 fu tra i principali artefici del ritorno sulle scene internazionali dei maggiori titoli della "Giovane Scuola Italiana" e anche di opere meno conosciute, soprattutto di Umberto Giordano, come Fedora, Madame Sans-Gêne, Siberia, La cena delle beffe e Il re, ma anche Sly di Ermanno Wolf-Ferrari e La rondine di Giacomo Puccini, da molti anni assente dai cartelloni. Fra i maggiori interpreti si ricordano i direttori Gianandrea Gavazzeni, Riccardo Muti, Riccardo Chailly, Bruno Bartoletti, i cantanti Plácido Domingo, Mirella Freni, José Carreras, Raina Kabaivanska, Luciano Pavarotti, Renata Scotto, Piero Cappuccilli, Katia Ricciarelli, Juan Pons, i registi Franco Zeffirelli, Liliana Cavani, Beppe de Tomasi, Lamberto Puggelli, Mario Monicelli, Mauro Bolognini.
Nandi Ostali fu anche curatrice di mostre dedicate ai compositori della Casa, tra le quali una al Museo teatrale alla Scala di Milano e una al Teatro San Carlo di Napoli, e organizzò convegni internazionali di studi sul Verismo, di cui pubblicò i volumi degli atti.
Dal 1998 al 2005 fondò e diresse il Festival “Umberto Giordano” a Baveno, cittadina sul Lago Maggiore dove il compositore foggiano passava le vacanze. A questa manifestazione estiva dedicata alla musica e al teatro a cavallo fra Ottocento e Novecento hanno partecipato, tra gli altri, artisti quali Giuseppe Di Stefano, Franco Corelli, Valentina Cortese, Alda Merini, Milva, Franca Valeri, Elio Pandolfi, Plácido Domingo, Renata Scotto, José Carreras, Katia Ricciarelli, José Cura, Luciana Savignano, Bruno Bartoletti, Antonio Ballista, Moni Ovadia, Antonella Ruggiero, Daniela Dessì, Fabio Armiliato, Patrizia Ciofi, Rossana Casale, Giovanni Nuti, Paola Gassman e Ugo Pagliai.
Nandi Ostali fu inoltre per molti anni Vicepresidente con incarichi di Direzione generale del Concorso di Canto As.Li.Co., che aveva avuto il suocero fra i suoi fondatori, ed è stata membro di numerosissime giurie di concorsi di canto, del consiglio di amministrazione della Fondazione Dragoni, oltre che Presidente Onorario degli Amici del Loggione del Teatro alla Scala.

### Piero Ostali Jr.
Nel 1989 era entrato in azienda Piero Ostali Jr., figlio di Enzo e Nandi. Attento alle nuove tendenze della musica, del teatro e della danza, dai primi anni '90 ha pubblicato compositori già affermati quali Flavio Testi, Franco Battiato, Francesco d'Avalos, Eliodoro Sollima, Marco Tutino, Carlo Galante, Carlo Pedini e scoperto giovani e innovativi talenti, come Giovanni Sollima, Carlo Boccadoro, Marco Betta, Cristian Carrara, instaurando collaborazioni con autori quali Robert Wilson, Peter Greenaway, Patti Smith, Carlos Saura, Jean-Claude Carrière, Anatolij Vasil'ev, Carolyn Carlson, John Turturro, Alda Merini, Andrea Camilleri, Vincenzo Consolo, Letizia Battaglia, Stefano Benni, Alessandro Baricco, Marco Tullio Giordana, Mariangela Gualtieri, Patrizia Valduga, Michele Serra, Attilio Bolzoni, Roberto Alajmo, Stefano Bartezzaghi, Tiziano Scarpa.
Negli anni ‘90 ha curato libri e mostre sugli autori storici della Casa. Nel 1996 ha progettato il sito web, il primo in Europa e il terzo in assoluto per quanto riguarda le edizioni musicali. Nel 2001 è stato tra i fondatori della F.E.M.-Federazione Editori Musicali, della quale è membro del Consiglio Direttivo. È stato inoltre per molti anni l’amministratore in Italia dei diritti di Philip Glass, Michael Nyman e Andrew Lloyd Webber.
Nel 2007 ha inaugurato il settore audiovisivo: il video di Lasse Gjertsen Daydream, su musica di Giovanni Sollima, è stato presentato al Festival di Cannes e al Festival di Torino, e in poche settimane ha stabilito un record in ambito non pop/rock, superando il milione e mezzo di visualizzazioni in YouTube.
Nel 2009, lasciando alla madre la carica di Senior President, Piero Ostali Jr. ridisegna completamente organico e profilo della Casa, per affrontare i nuovi tempi.
Dal 2012 al 2018 è tra gli artefici dell'orchestra itinerante dei “100 Cellos” che, nel corso della sua Presidenza, "invade" le città di Roma, Milano, Budapest, Torino, Ravenna, Lucca e Como. Nel 2012 produce la colonna sonora di Paola Ghigo per il film di Rocco Mortelliti La scomparsa di Patò, sceneggiato da Andrea Camilleri e Maurizio Nichetti e presentato alla Festa del Cinema di Roma. Nel 2015 pubblica la musica di Lamberto Curtoni per Bersabea, primo video immersivo nell’ambito della musica contemporanea internazionale.
Nell'ambito della S.I.A.E.-Società Italiana degli Autori ed Editori, dal 2002 ha ininterrottamente ricoperto importanti cariche. Dal 2013 al 2018 è stato membro del Consiglio di Sorveglianza e dal 2018 è il Presidente della Commissione Lirica e Danza.